# Линденбаум, Адольф
А́дольф Линденба́ум (пол. Adolf Lindenbaum, 1904, Варшава — 1941, Понары) — польский математик и логик, ученик Вацлава Серпинского. Труды по теории множеств, математической логике, философии науки, основаниям математики. Погиб во время Холокоста.
Член Польского математического общества (1926) Анджей Мостовский назвал Линденбаума «самым светлым умом в области оснований математики».

## Биография и научная деятельность
Родился 30 мая (по старому стилю) 1904 года в еврейской семье в Варшаве. Родители — Мовша-Генох Линденбаум (1879—?) и Эмилия Крикус (1877—?). В 1920 году в ходе Советско-польской войны 16-летний гимназист Линденбаум был мобилизован во вспомогательные части Красного Креста, где провёл 4 месяца, до подписания перемирия. Среди близких школьных друзей Линденбаума был Мойжеш Давид Киршбраун, впоследствии также ставший крупным математиком (известна «теорема Киршбрауна о продолжении»).
В сентябре 1922 года Линденбаум и Киршбраун были приняты студентами отделения математики философского факультета Варшавского университета. Среди преподавателей математики там были Казимеж Куратовский, Стефан Мазуркевич и Вацлав Серпинский, Станислав Лесьневский и Ян Лукашевич читали лекции по логике, а с 1925 года к числу преподавателей присоединился Альфред Тарский, ставший другом Линденбаума и соавтором ряда работ.
В 1928 году Линденбаум защитил диссертацию (на звание доктора философии) «О метрических свойствах точечных множеств»; хабилитация состоялась в 1934 году. После этого Линденбаум стал доцентом факультета математики и естественных наук университета. Он читал лекции по основаниям математики, теории множеств, теории меры, алгебре, страховой статистике. Совместно с Тарским они стали писать монографию «Теория взаимно-однозначных отображений», но к началу войны закончить её не успели. В политике Линденбаум придерживался левых взглядов, был членом Польской социалистической партии. Увлекался литературой и искусством, был известен как заядлый альпинист.
В 1935 (или 1936) году Линденбаум женился на Янине Иосифовне Гозиасон (Janina Hosiasson-Lindenbaum, 1899, Варшава — 1942, Понары), коллеге по работам в области логики. После захвата Польши нацистами (1939 год) Линденбаум отправил жену в Вильнюс, а сам уехал в Белосток, который по пакту Молотова — Риббентропа отошёл к советской Белоруссии. Линденбауму предложили должность в Москве, но он отказался и стал доцентом Белостокского педагогического института.
22 июня 1941 года гитлеровцы вторглись в СССР и уже 3 июля захватили Белосток. В сентябре гестапо арестовало учёного и его жену. Линденбаум погиб в 1941 году в нацистском концлагере Аукштейи-Паняряй (Понары, близ Вильнюса, точная дата неизвестна), жену убили, видимо, в этом же или в следующем году.
Среди наиболее известных достижений Линденбаума:
- Лемма Линденбаума[англ.]
- Алгебра Линденбаума — Тарского

## Основные труды
Полную библиографию см. в статье Зигмунта и Пурди.
- (совместно с А. Тарским) Communication sur la recherches de la théorie des ensembles, Comptes Renduz des Séances de la Société des Sciences et des Letters de Varsovie, Classe III, 19, 299–330; repr. in A. Tarski, Collected Papers, vol. 1, 1921–1934, Basel: Birkhäuser 1986, 171–204 (1926).
- Sur quelques propriétés des fonctions de variable réelle (1928)
- Remarques sur une question de la méthode axiomatique (1930). Fundamenta Mathematicae 15, 313–321.
- (совместно с A  Kozniewski) Sur les opérations d'addition et de multiplication dans les classes d'ensemble (1930)
- Sur les ensembles ordonnés (1931)
- Bemerkungen zu den vorhergehendem “Bemerkungen” des Herrn J. v. Neumann”, Fundamenta Mathematicae 17, 335–336. (1931).
- Sur les constructions non-effectives dans l'arithmétique élémentaire (1932)
- Sur les figures convexes (1932)
- La projection comme transformation continue la plus générale (1932)
- Sur un ensemble linéaire extrêmement non homogène par rapport aux transformations continues et sur le nombre des invariants de ces transformations (1932)
- Sur les ensembles localement dénombrables dans l'espace métrique (1933)
- Sur les superpositions des fonctions représentables analytiquement (1933)
- Sur les ensembles dans lesquels toutes les équations d'une famille donnée ont un nombre de solutions fixé d'avance (1933)
- Sur la théorie de l'ordre multiple (1934)
- Sur les superpositions des fonctions représentables analytiquement (1934)
- (совместно с А. Тарским) Über die Beschränktheit des Ausdrucksmittel deduktiver Theorien, Ergebnisse eines mathematischen Kolloqiums 7, 15–22; Eng. tr. in Tarski 1986, 384–392 (1934–1935).
- Sur la simplicité formelle des notions, in Actes du Congrès International de Philosophie Scientifique, VII Logique (Acutalités Scientifique et Industrieles 394), 29–38 (1936).
- (совместно с А. Мостовским) Über die Unabhängigkeit des Auswahlaxioms und einiger seiner Folgerungen”, Comptes Renduz des Séances de la Société des Sciences et des Letters de Varsovie, Classe III, 31, 27–32; Eng. tr.  in A. Mostowski, Foundational Studies. Selected Works, Vol. II, Warszawa–Amsterdam: PWN–Polish Scientific Publishers – North–Holland Publishing Company, 70–74 (1938).